# Brandon Perea
Brandon Perea (Chicago, 25 de maio de 1995) é um ator norte-americano, conhecido pela participação na série The OA.